# Somerville College (Oxford)
Somerville College és un dels col·legis més famosos de la Universitat d'Oxford, Anglaterra. La universitat té una excel·lent reputació i una excel·lent satisfacció dels estudiants entre els col·legis d'Oxford. Es troba a Woodstock Road, Oxford. Somerville és conegut per la seva atmosfera amable i liberal, una arquitectura variada i un excel·lent saló. A data de 2017, Somerville disposa d'un finançament aproximat de £73.4 milions de lliures esterlines.
El college va ser fundat l'any 1879 amb el nom de "Somerville Hall". Es diu així en honor de Mary Somerville. Inicialment el college només acceptava dona com a estudiants, fins que el 1994 es va admetre homes.
El Somerville College té una de les millors col·leccions de llibres d'Oxford. A la biblioteca hi ha actualment prop de 120.000 volums.

## Personatges associats
Per Somerville College han passat molt personatges importants com Margaret Thatcher, Indira Gandhi, Dorothy Crowfoot Hodgkin, Iris Murdoch, Marjorie Boulton, Vera Brittain, Antonia Susan Duffy, Penelope Fitzgerald, Dorothy L. Sayers, Philippa Foot, Patricia Churchland, Kathleen Kenyon, Emma Kirkby, Nicole Krauss, Helen Darbishire, Mildred K. Pope, Katharine Woolley, Rose Macaulay, Barbara Ward, Victoria Glendinning, Audrey Beecham, Bessie Charles, Lilian Jane Gould i Kay Davies.

## Enllaços externs

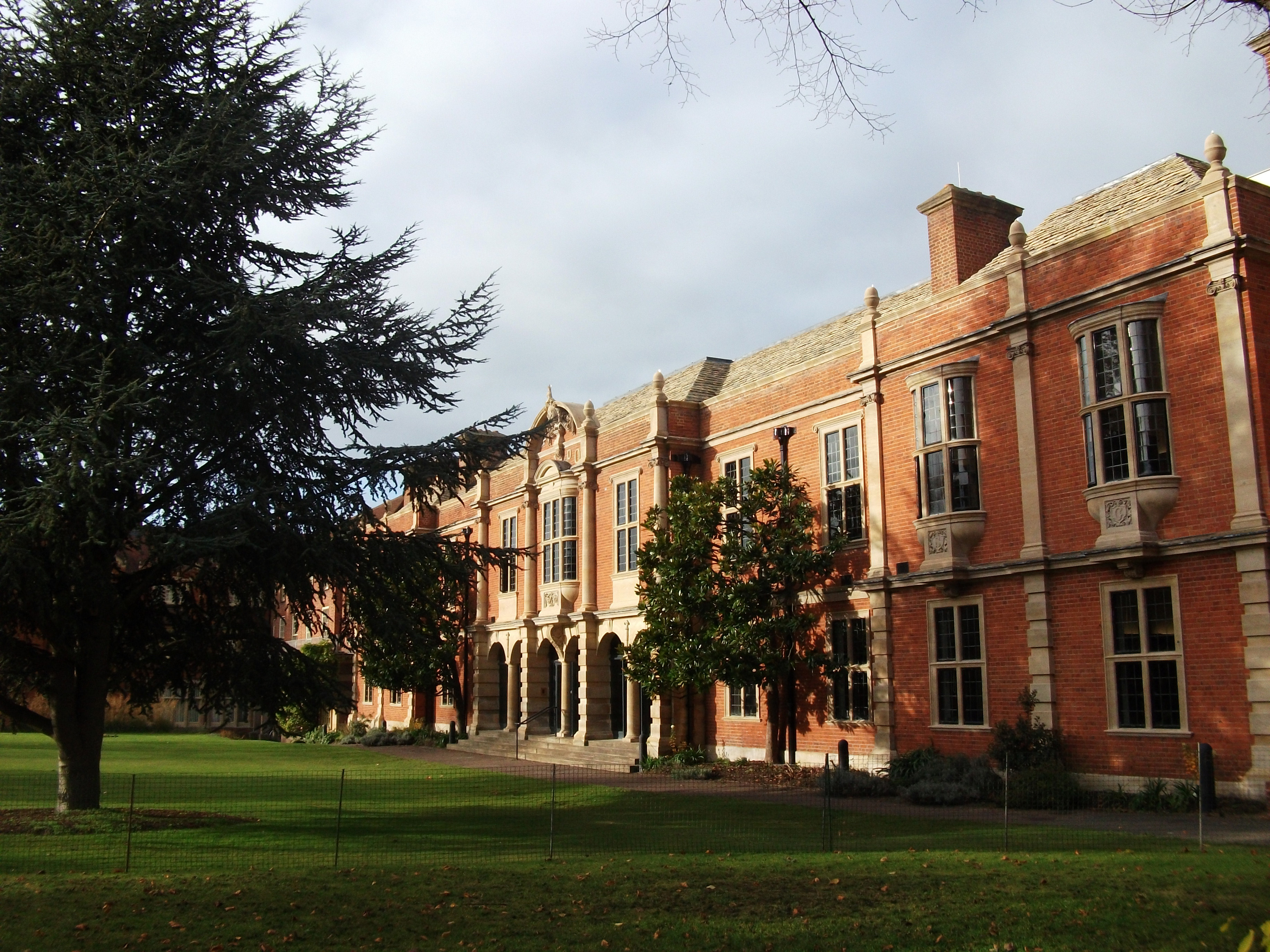
Biblioteca